# Karel Holas (voják)
Karel Holas (22. srpna 1913 České Budějovice – prosinec 1944) byl velitel četnické jednotky 1. taktické skupiny 1. československé armády na Slovensku.

## Život a působení
Narodil se v Českých Budějovicích, kde chodil do školy a kde vystudoval osmileté státní reálné gymnázium Jana Valeriána Jirsíka. V roce 1938 začal studovat na právnické fakultě Univerzity Karlovy. Po zavření českých vysokých škol pracoval v bance. Na jaře 1942 se stal příslušníkem protektorátní policie, v roce 1943 byl přeložen do Brna a v únoru 1944 byl přeložen do Ostravy, kde byl zástupce velitele roty pohotovostního oddílu. Vytvořil kolem sebe skupinu, která chtěla pomoci Slovenskému národnímu povstání. Tato skupina se skládala z 18 příslušníků protektorátní policie a 3 civilistů. Uvedená skupina dne 13. září 1944 překročila u Nového Hrozenkova slovenské hranice. Skupina byly vzata do stavu československého četnictva a byla nasazena do bojů. V blízkosti osady Čremošné byl poručík Holas koncem září 1944 těžce raněn. Následně se léčil v banskobystrické nemocnici. Po propuštění z nemocnice byl znovu nasazen do bojů. Počátkem listopadu 1944 byl znovu zraněn, léčil se v obci Hiadeľ. Po měsíci tuto obec opustil, vydal se směrem na Podkonice. Další jeho osud není znám. V roce 1946 byl prohlášen za nezvěstného.

## Uctění památky
In memoriam byl povýšen na štábního kapitána. In memoriam byl jmenován doktorem práv (JUDr.). Jeho jméno je uvedeno na památníku příslušníkům policie a četnictva, kteří položili své životy při obraně vlasti v letech 1938 až 1945, který je na Olšanských hřbitovech. V Ostravě je po něm pojmenována ulice.

### Vyznamenání
- Řád Slovenského národního povstání in memoriam (1945)
- Československý válečný kříž 1939 in memoriam (1946)